# Almásy György
Zsadányi és törökszentmiklósi Almásy György (Felsőlendva, 1867. augusztus 11. – Graz, 1933. szeptember 23.) magyar utazó, Ázsia-kutató, állattani és néprajzi gyűjtő. Almásy László Afrika-kutató édesapja.

## Élete
Jómódú földbirtokos nemesi család gyermeke volt. Apja, Almásy Ede, alapító tagja volt a Magyar Földrajzi Társaságnak. Almásy György a Grazi Egyetemen szerzett – társadalmi rangjához illően – jogi doktorátust. Egyetem után állami hivatalnokként dolgozott Budapesten, de ezt feladva a birtokán gazdálkodott. Kezdetben az állattan és azon belül is az ornitológia érdekelte. Könyve jelent meg Chernel Istvánnal társszerzőként. 1897-ben első komolyabb utazását Dobrudzsába és a Duna-deltájába tette madártani megfigyelésektől vezérelve, ahonnan értékes állattani gyűjteménnyel tért haza.
1900-ban utazott először Közép-Ázsiába Stummer-Traunfelsszel, a Grazi Egyetem zoológus tanárával. Március 20-án indult Budapestről a Dunán, keresztülhajóztak a Fekete-tengeren Batumiba, ahonnan vonattal folytatták útjukat Taskentbe. Felkeresték Szamarkandot és Alma-Atát, majd Ilijszkbe vándoroltak. Bejárták az Ili folyó környékét, az Iszik-köl tó keleti vidékét, a Tien-san addig ismeretlen harmadik, Han-Tengriből kiágazó, déli hegyláncát. Itt elsősorban a gleccsereket tanulmányozta. Krasznovodszk, Baku, Moszkva, Rosztov-na-Donu érintésével tért haza. Útjának zoológiai eredménye mintegy 20 000 gyűjtött állat (nagyobbrészt madár), köztük nem egy új faj volt. Emellett néprajzi tárgyakat is hozott magával.
Ez az útja hozta el számára az elismerést, de nem a zoológiai megfigyelései, hanem a pontos és szemléletes néprajzi leírásai miatt, mely a kirgizek és a kazakok mindennapi életéről szól. Földrajzi tekintetben legértékesebbek a gleccserek és a glaciális formák leírásai. Elsőként adott hírt a „szürtökről”, a Tien-San magas fennsíkjairól.
1906-i második ázsiai útján Kína északi részének földrajzi, földtani, meteorológiai, néprajzi és gazdasági viszonyait tanulmányozta. Ezen az úton részt vett Herbert Archer és a fiatal Prinz Gyula is, de nem értették meg egymást, világlátásuk eltért így útjaik hamarosan elváltak és külön-külön tettek értékes megfigyeléseket (Almásy erről az útjáról nem, míg Prinz Utazásaim Belső-Ázsiába című könyvében szemléletes leírását adja a látottaknak). Utolsó útjáról Almásy csalódottan érkezett haza, ettől fogva visszavonulva élt grazi birtokán. Naplórészletei és feleségéhez küldött levelei árulhatnának el többet, de ezek sajnos nincsenek publikálva.
Orosz és török előtanulmányai következtében jól megtalálta a hangot az orosz hivatalnokokkal és a kirgiz törzsfőkkel is.

## Munkássága
Almásy György életművében terepmunkái és azok leírásai a legértékesebbek. Később elsősorban néprajzi és orientalisztikai tanulmányokat készített; ezek az akkori Néprajzi Értesítőben és Munkácsi Bernát Keleti Szemléjében láttak napvilágot. Sokrétű kirgiz néprajzi gyűjteménye, amelyet a Néprajzi Múzeum őriz, többször szerepelt néprajzi kiállításon, az anyag tudományos kiadása még feldolgozásra vár.

## Fontosabb művei
- Madártani betekintés a román Dobrudzsába. Budapest, 1898
- Utazásom orosz Turkesztánba. Budapest, 1901
- Vándor-utam Ázsia szívébe. Budapest, Természettudományi Könyvkiadó-vállalat, 1903 (Természettudományi Könyvkiadó Vállalat)
- Almásy György–Csörgey Titusz–Schermann Szilárd: Chernelházi Chernel István élete és működése; Állami Ny., Bp., 1921